# 医王山県立自然公園
医王山県立自然公園（いおうぜんけんりつしぜんこうえん）は、富山県と石川県の2県にまたがる総面積2.940haの県立自然公園である。

## 沿革
- 1967年10月7日 医王山県定公園に指定される[1]。
- 1975年2月22日 富山県内4番目の県立自然公園に昇格[2]。
- 1996年3月29日 石川県内5番目の県立自然公園に指定。

## 主な山岳

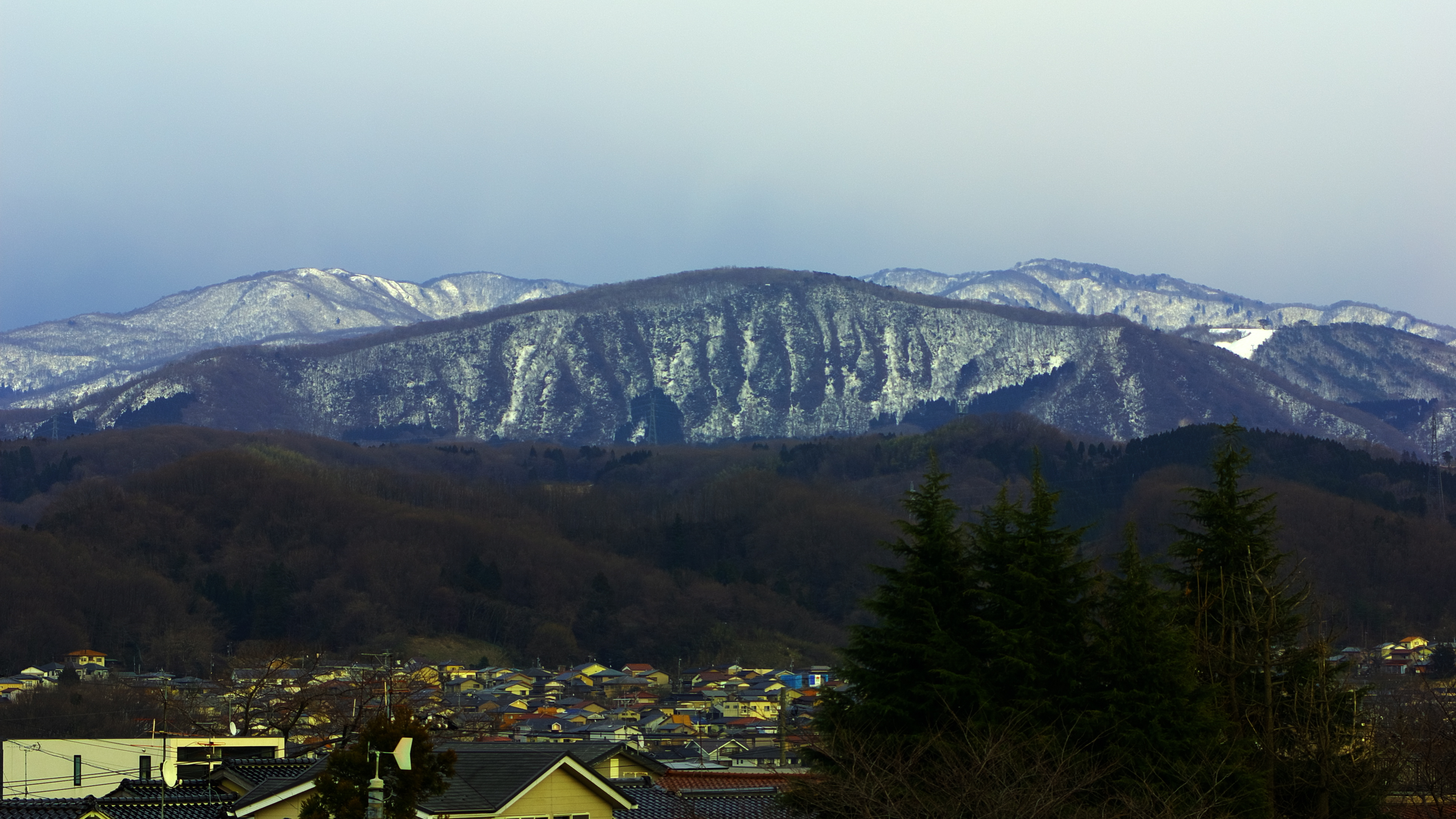
雪の戸室山。背後に医王山。小立野旧金沢大学工学部から撮影。2007年3月。

- 医王山(奥医王山)（939m）

医王山県立公園の最高峰。植生良好で山頂の視界は開けないが、ブナ原生林や龍神池やオージャラなどの湿地帯など開発の影響を他の山系ほど受けなかった自然度の高い植生が広がっている。
- 黒瀑山（くろたきやま、712m）

黒色のガラス質火山岩であるパーライトの一種、松脂岩が広がる山。一部黒曜石破片が見られるなど石川県では珍しい石が多く見られる。
- 白兀山（しらはげやま、896m）

流紋岩の岩盤が露出して植生が少ない為、視界良好で金沢平野全体を見渡すことができる。この公園では最も人気のある山。
- キゴ山（546m）

50万年ほど前の火山活動でできた山といわれる。キゴの由来は、一向一揆に備えた佐久間盛政が築いた警護の砦の「警護」がなまって「キゴ」になったという説がある。
- 前山（724m）

- 戸室山（548m）

キゴ山と同じく50万年ほど前の火山活動でできた山といわれる。戸室の由来は、泰澄大師が托鉢を拒んだ舟から櫓を取り上げ、空中飛行（飛櫓・とびろ）して落ちた場所という説や、泰澄大師が医王山開山の際に，最初の宿泊地としてこの山の岩室（外室＝そとむろ）を利用したことに由来しているという説もある。山頂には戸室権現をまつる小祠がある。

## 見所・スポット
- 鳶（とんび）岩
- 三蛇ヶ滝
- 大池

## 戸室石について
戸室石（とむろいし）は医王山、戸室山やキゴ山で採石された石（斜方輝石を含む角閃石安山岩）で、その多くは金沢城の石垣や兼六園の石橋、辰巳用水の石管などに利用されている。医王ダムの石碑に使われているのも戸室石である。別名医王石と呼ばれ、近年は県外の業者がミネラルウォーターの元として高額販売している。

## 主な生き物
夏場になるとカブトムシや
クワガタを見ることができる。

## 関係市町村
- 富山県南砺市
- 石川県金沢市